# Teucholabis (Teucholabis) holomelania
Teucholabis (Teucholabis) holomelania is een tweevleugelige uit de familie steltmuggen (Limoniidae). De soort komt voor in het Neotropisch gebied.